# Escuela de Odio
Escuela de Odio es un grupo de hardcore punk con algunas canciones en castellano y otras en idioma asturiano. Originarios de Asturias, comienzan su andadura por el panorama musical en el año 1993.

## Biografía
La banda comienza su andadura al final del año 1993 como trío (Pirri, Rubén, Iván), poco después el sello Xunca Records se fija en ellos y edita un EP titulado "La escuela del odio" en el 1994. Varios conciertos, temas en recopilatorios y la inclusión de un nuevo miembro (Guti) lleva a la banda a 1996, año en el que se vuelve a editar otro EP, esta vez con Fragment Music y titulado "La razón del pensamiento".
Más conciertos por toda España, la llegada de un nuevo miembro (Fonso), la ida de otro (Iván), y algún tema en recopilatorios los hacen llegar a 1998, cuando Fragment Music edita su primer álbum, titulado "El sueño de los que no duermen" siendo este el disco más vendido de hardcore de habla hispana ese año en España. En 2000, con cambio de sello, esta vez Santo Grial Records, se edita "Cuando los mudos griten, los sordos sentirán el miedo". En 2003 se produce lamentablemente la marcha de Rubén, cofundador de la banda por motivos personales siendo sustituido por Michel. Finalmente y después de algunos problemas, en 2004 ve la luz el álbum "De la esclavitud a las cenizas".
Montones de conciertos por todo el estado, una gira por Europa en 2006 y otra por México en 2007 les meten en 2008, año en que presentan “Quien siembra miseria recoge la cólera”, y poco después su primer DVD en directo, “Que nada nos pare”, donde muestran toda la fuerza que despliegan en sus conciertos.
En 2013, y tras un EP compartido con Habeas Corpus  titulado "A Dolor", Escuela de Odio presenta “Una democracia manchada de sangre”, álbum que corona sus 20 años en la carretera y que contiene con 13 temas de Hardcore-Punk con colaboraciones de Roger Miret (Agnostic Front) y Juan (Soziedad Alkoholika).
Miembros: Iván, Rubén, Guti, Fonso, Michel, Jorge, Pirri, Sabino, Marqui, Nefta, Nague

## Discografía
- La Escuela del Odio (1995) (ep)
- La Razón del Pensamiento (1996) (ep)
- El sueño de los que no duermen (1998)
- Cuando los mudos griten, los sordos sentirán el miedo (2000)
- De la esclavitud a las cenizas (2004)
- Quien siembra miseria, recoge la cólera (2008)
- Que nada nos pare (2009) (Directo)
- A Dolor (2010) (Split junto a Habeas Corpus)
- Una democracia manchada de sangre (2012)
- Solo nos queda luchar (2015)
- El Espiritu De Las Calles (2017)
- Chile Arde!! (En Directo en Santiago de Chile, 2016) (2018)

- Datos: Q8778267